# 기바나역
기바나역(일본어: 木花駅)은 일본 미야자키현 미야자키시에 위치한 규슈 여객철도 니치난 선의 철도역이다. 섬식 승강장 1면 2선의 구조를 갖춘 지상역이다.

## 이용 현황
| 승차 인원 추이 | 승차 인원 추이 |
| 연도           | 1일 평균       |
| -------------- | -------------- |
| 1999           | 303            |
| 2000           | 307            |
| 2001           | 289            |
| 2002           | 295            |
| 2003           | 323            |
| 2004           | 348            |
| 2005           | 333            |
| 2006           | 339            |
| 2007           | 326            |
| 2008           | 322            |
| 2009           | 281            |
| 2010           | 303            |
| 2011           | 295            |
| 2012           | 325            |

## 역 주변
- 미야자키 시청 기바나 지역센터

## 역사
- 1913년 10월 31일 : 미야자키 게이벤 철도 아카에 - 우치우미 간 개업에 수반해 중간역으로서 개업.
- 1962년 7월 1일 : 미야자키 교통선의 역으로서는 폐지되었다.
- 1963년 5월 8일 : 니치난 선의 역으로서 개업.
- 1987년 4월 1일 : 일본국유철도 분할 민영화에 의해, 규슈 여객철도가 승계.
- 2014년
  - 3월 말 : 역 서쪽에 교통광장이 완성.
  - 4월 1일 : 역 앞 로터리에 기바나 순환 버스의 정류장이 신설.

## 인접 역
| 니치난 선                      | 니치난 선               | 니치난 선            |
| ------------------------------ | ----------------------- | -------------------- |
| 다요시 미나미미야자키 방면     | ■ 쾌속 '니치난 마린 호' | 운도코엔 시부시 방면 |
| 미나미카타 미나미미야자키 방면 | ■ 보통                  | 운도코엔 시부시 방면 |